# Mesa Range
Die Mesa Range (englisch für Tafelberg-Kette) ist eine Gebirgskette im ostantarktischen Viktorialand. Die Nordgruppe einer von 1961 bis 1962 durchgeführten Kampagne im Rahmen der New Zealand Geological Survey Antarctic Expedition benannte sie nach ihrem Erscheinungsbild. Folgende Berge gehören zu der Kette:
- Sheehan Mesa (73° 1′ S, 162° 18′ O), benannt nach Maurice Sheehan, einem Vermessungsgehilfen der Expedition,[1]
- Pain Mesa (73° 0′ S, 163° 0′ O), benannt nach Kevin Patrick Pain (≈1927–2015), dem stellvertretenden Expeditionsleiter,[2]
- Tobin Mesa (73° 17′ S, 162° 52′ O), benannt nach James Tobin, einem Geographen bei der Expedition,[3] und der
- Gair Mesa (73° 28′ S, 162° 52′ O), benannt nach dem Geologen und Expeditionsleiter Henry Stephen Gair.[4]